# Q

Litera Qq scrisă cu fontul „School Script Dashed”.

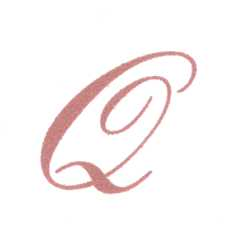
Majuscula Q

Minuscula q

Q (numită: /ciuː/) este a șaptesprezecea literă din alfabetul latin și a douăzecea din alfabetul limbii române. La jocurile de cărți, Q este damă sau regina. Este folosit în scrierea numelor proprii și în neologisme cu caracter internațional.

## Alte reprezentări
| Alfabetul fonetic NATO | Codul Morse |
| Quebec                 | – – · –     |

|                                                 |                     | ⠟       |
| Sistemul de semnalizare maritimă internațională | Alfabetul semaforic | Braille |

## Istorie
| V24 |

| V24 |

Valoarea semitică a qôpului fost /q/ (consoana uvelară oculsivă), iar forma caracterului e posibil să se fi bazat pe urechea unui ac, un nod, sau chiar o maimuță cu coadă îndreptată în jos. /q/ este un sunet comun în limbile semitice, iar el nu se găsește în multe limbi europene.